# 博瓦马里纳
博瓦马里纳（義大利語：Bova Marina），是意大利雷焦卡拉布里亚省的一个市镇。总面积29平方公里，人口3854人，人口密度132.9人/平方公里（2009年）。ISTAT代码为080013。